# Józef Rogoziński
Józef Marcin Rogoziński (ur. w listopadzie 1874 w Piotrówce na Ukrainie, zm. 3 stycznia 1944 w Warszawie) – polski inżynier technolog, szachista i działacz, prezes Polskiego Związku Szachowego.

## Życiorys
Pochodził z rodziny ziemiańskiej, był synem Władysława Franciszka (1831–1878) i Zofii Katarzyny z Bieniewskich (1851–1934). Uczęszczał go gimnazjum w Kijowie, po którego ukończeniu (1893) podjął studia w Petersburskim Instytucie Technologicznym. Dyplom inżyniera technologa uzyskał w 1899. Przez pewien czas zarządzał majątkiem ziemskim w powiecie berdyczowskim oraz pracował w przemyśle prywatnym; w latach 1915–1918 był zatrudniony przy budowie rosyjskich kolei strategicznych.
Po odzyskaniu przez Polskę niepodległości przeniósł się do Warszawy. Pracował w Ministerstwie Kolei, potem w Ministerstwie Przemysłu i Handlu (1919–1920). W  czasie wojny polsko-bolszewickiej 1920 służył ochotniczo w Wojsku Polskim. Po demobilizacji podjął pracę w Najwyższej Izbie Kontroli Państwa (potem Najwyższej Izbie Kontroli), dochodząc w 1925 do stanowiska dyrektora departamentu II.
Już od czasów gimnazjalnych interesował się szachami. Pasję rozwinął podczas studiów w Petersburgu, gdzie szachy, głównie za sprawą Michaiła Czigorina, cieszyły się dużą popularnością. Rogoziński był jednym z czołowych graczy wśród studentów Instytutu Politechnicznego, w czasie studiów przeszedł kilka szczebli hierarchii szachowej w tym gronie - od gracza IV kategorii do mistrza; w 1897 reprezentował uczelnię w przegranym meczu z uniwersytetem. Po ukończeniu studiów Rogoziński utrzymywał kontakt z ulubioną dyscypliną, do zarządzanego majątku zapraszając na towarzyskie partie znanego gracza kijowskiego, młodego Aleksandra Ewensona (Evensohna). Wstąpił też, mimo znacznej odległości, w szeregi Krakowskiego Klubu Szachistów.
Po wojnie, pracując w urzędach centralnych, dołączył do Warszawskiego Towarzystwa Zwolenników Gry Szachowej. W turniejach organizowanych przez klub uczestniczył jednak bardzo rzadko i bez sukcesów (m.in. w 1933 był ostatni w małym turnieju dla czterech graczy, w którym triumfował Eugeniusz Zahorski). Udzielał się bardziej jako organizator i sędzia, działał też w powołanym w 1926 Polskim Związku Szachowym. W 1929 został wybrany następcą zmarłego prezesa Polskiego Związku Szachowego Józefa Żabińskiego i pełnił tę funkcję do 1935; na okres jego kadencji przypadł pierwszy triumf reprezentacji Polski na olimpiadzie szachowej w Hamburgu w 1930. W latach 1935–1937 był wiceprezesem przy osobie Bronisława Nakoniecznikowa-Klukowskiego.
Od 1904 był żonaty z Haliną z Potockich h. Lubicz (1881–1961).
Rogoziński zmarł prawdopodobnie w czasie II wojny światowej jako ofiara zbrodni niemieckich; bliższe okoliczności jego śmierci nie są znane.

## Ordery i odznaczenia
- Krzyż Komandorski Orderu Odrodzenia Polski (10 listopada 1933)[3]